# SKY (universidades)
SKY é uma sigla usada para se referir às três universidades mais prestigiadas e concorridas da Coreia do Sul: Universidade Nacional de Seul, Universidade da Coreia e Universidade Yonsei. O termo é amplamente utilizado na Coreia do Sul, tanto pela mídia, como pelas próprias universidades.
Na mais recente classificação internacional das universidades duas das universidades SKY foram consideradas entre as 100 melhores do mundo: Universidade Nacional de Seul (35) e Universidade da Coreia (98). Na Coreia do Sul, a admissão em uma das universidades SKY é amplamente considerada como determinante da carreira e status social. Na verdade, muitos dos políticos, advogados, médicos, engenheiros e professores mais influentes da Coréia do Sul se formaram em uma das universidades SKY.

## Membros
| Instituição                   | Tipo     | Estabelecimento | Apelido        | Matrículas na graduação | Matrículas na pós-graduação | Lema                                                                                        |
| ----------------------------- | -------- | --------------- | -------------- | ----------------------- | --------------------------- | ------------------------------------------------------------------------------------------- |
| Universidade Nacional de Seul | Nacional | 1946            | Gwanak Cranes  | 16.712 (2013)           | 11.299 (2013)               | Veritas lux mea A verdade é a minha luz em coreano: 진리는 나의 빛                          |
| Universidade da Coreia        | Privada  | 1905            | Anam Tigers    | 25.399 (2011)           | 9.896 (2011)                | Libertas, Justitia, Veritas Liberdade, Justiça, Verdade em coreano: 자유, 정의, 진리        |
| Universidade Yonsei           | Privada  | 1885            | Sinchon Eagles | 21.480 (2011)           | 6.668 (2011)                | A verdade vos libertará (João 8:32) em coreano: 진리가 너희를 자유케 하리라 (요한복음 8:32) |

## História
- 1924: a sede e departamentos preparatórios da Universidade Imperial Keijō foram fundados pelo Japão. Esta universidade é a principal antecessora da Universidade Nacional de Seul.
- 1926: Três departamentos (Direito, Ciências Médicas e Ciências Humanas) da Universidade Imperial Keijō foram abertos pelo Japão. Estas foram as primeiras aulas de universidade moderna na Coreia. Esta instituição foi a única universidade na Coreia durante o período da ocupação japonesa. O governo japonês não aprovou o establecimento de nenhuma universidade, exceto a Universidade Imperial Keijō.
- 1946: Estabelecimento como universidade após a independência.
- Agosto de 1946: a Universidade Nacinal de Seul foi fundada por fusão de várias instituições japonesas - incluindo a Universidade Imperial Keijō - de ensino superior em torno de Seul.
- Agosto de 1946: a Faculdade Bosung foi renomeada para Universidade da Coreia.
- Agosto de 1946: a Faculdade Yonhi foi renomeada para Universidade Yonhi.
- Janeiro de 1957: a Faculdade de Medicina e Hospital Severance e a Universidade Yonhi sofreram fusão, transformando na Universidade Yonsei.

## Reconhecimento nacional
Em 2010 foi relatado que 46,3% dos altos funcionários do governo e 50% dos CEOs de grandes companhias financeiras eram graduados de universidades SKY. Além disso, mais de 60% dos alunos que passaram no exame coreano de Direito em 2010 eram graduados de universidades SKY.

## Preocupações
Tem havido um número de estudantes universitários SKY que abandonaram a escola para protestar contra o aumento do elitismo acadêmico na Coreia do Sul.